# Willa Grünebergów w Szczecinie
Willa Grünebergów – zabytkowa willa znajdująca się w szczecińskich Zdrojach przy ul. Batalionów Chłopskich 61.
Wzniesiona w latach 1911–1912 według projektu C.A. Schmidta z Löcknitz, utrzymana w stylu secesyjnym premodernistyczna willa należała do osiadłej od 1782 roku w Szczecinie rodziny Grünebergów, zajmującej się produkcją organów. Do budynku przylegał ogród ze starodrzewem.
Willa II wojnę światową przetrwała nienaruszona. Wewnątrz budynku zachowała się oryginalna stolarka drzwi i okien. W 1947 roku w willi zamieszkała rodzina Kępińskich.
W 2014 roku, w związku z budową trasy Szczecińskiego Szybkiego Tramwaju, kolidująca z lokalizacją kolektora ściekowego willa – po uprzednim wywłaszczeniu mieszkańców – została przesunięta o 45 metrów, co uchroniło ją przed rozbiórką.

## Galeria

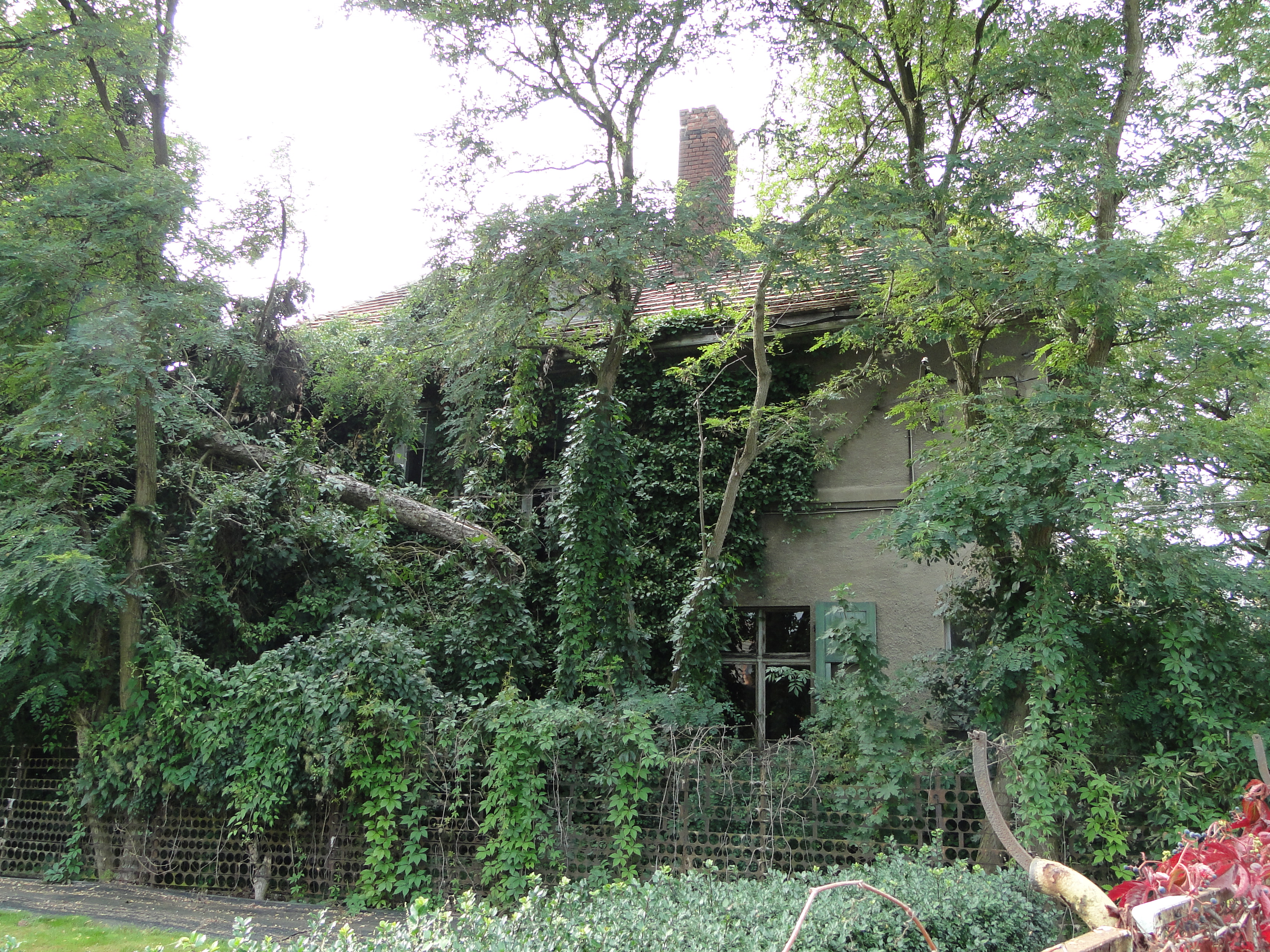
Widok willi przed przesunięciem
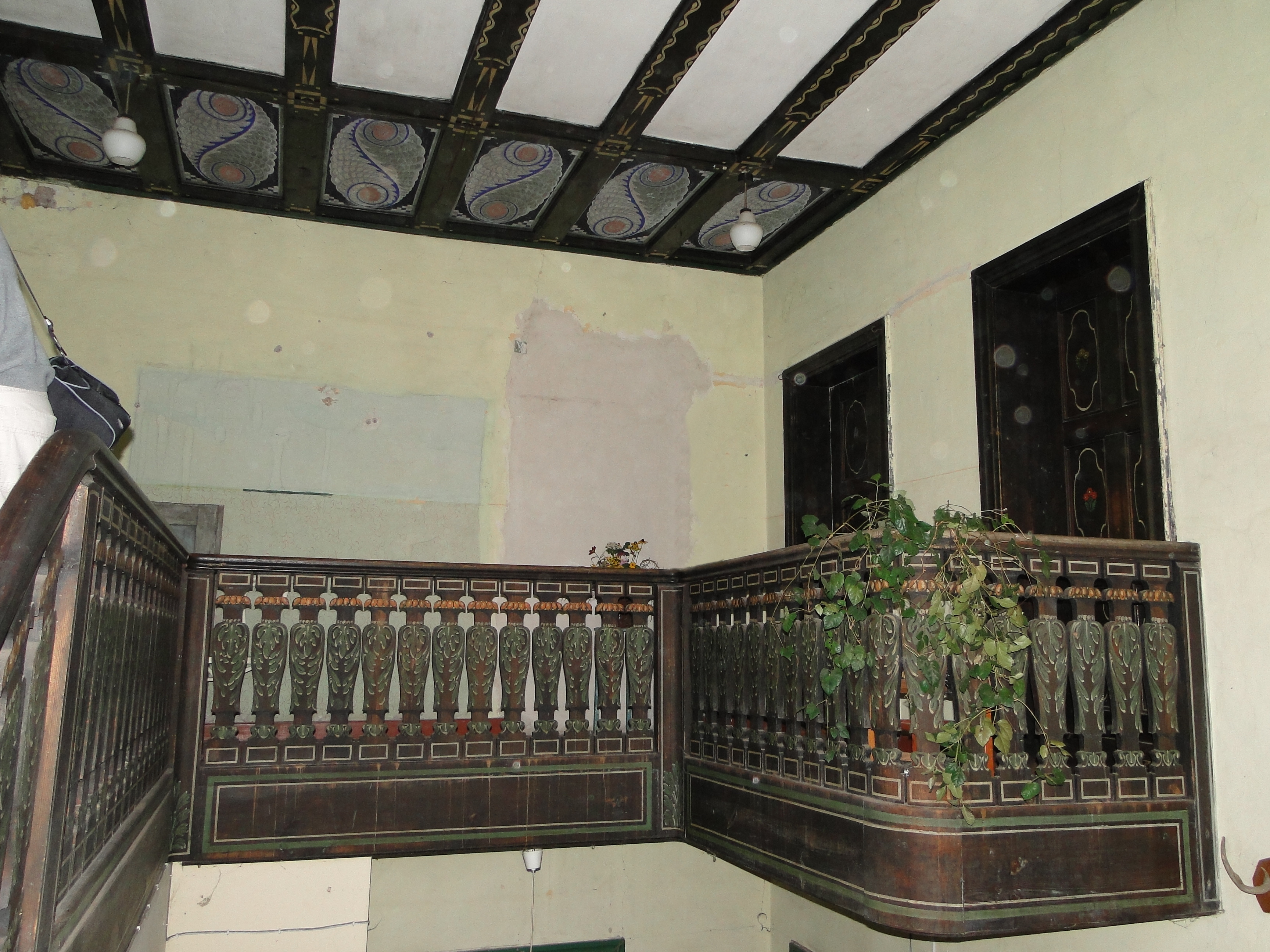
Wnętrze willi – klatka schodowa
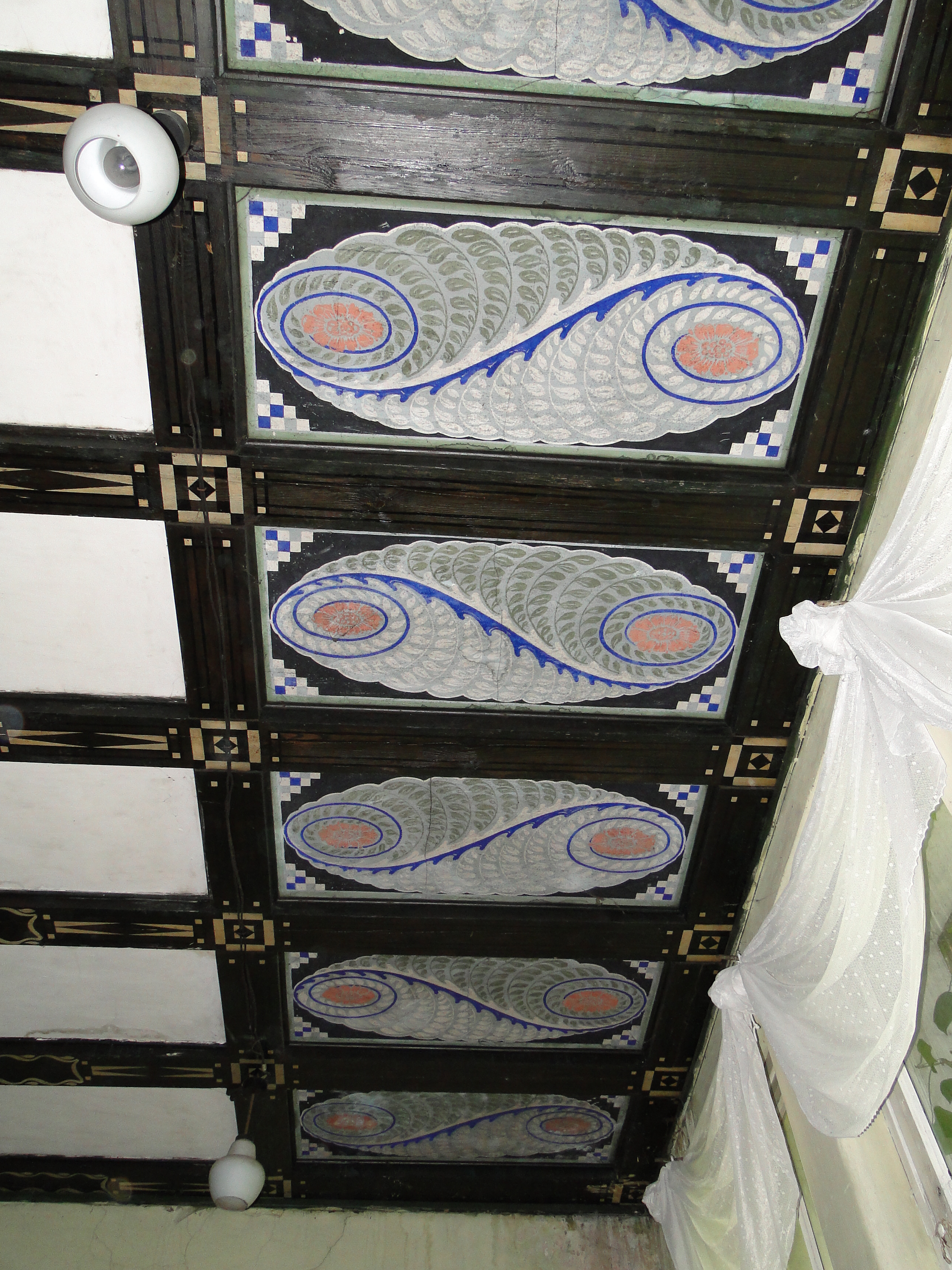
Wnętrze willi – strop klatki schodowej